# Organización territorial de Argelia
Argelia se divide en 58 provincias (wilaya/valiato), 553 distritos (daerah/daira) y 1.541 comunas (baladiyah/municipio). Cada provincia, distrito y municipio lleva el nombre de su capital, que suele ser la ciudad más grande.
Las divisiones administrativas han cambiado varias veces desde la independencia. Al introducir nuevas provincias, se mantiene el número de las provincias antiguas, de ahí el orden no alfabético.

## Divisiones administrativas

### Provincias

Provincias de Argelia.

Argelia, desde el 18 de diciembre de 2019, está dividida en 58 provincias (en árabe: ولاية‎, wilayas). Antes de esa fecha había 48 de estas entidades. El nombre de una provincia es siempre el de su ciudad capital.
Según la constitución argelina, una wilaya es una colectividad territorial que goza de libertad económica y diplomática, el APW, o Parlamento Provincial Popular (Assemblée Populaire Wilayale, en francés) es la entidad política que gobierna una provincia, dirigida por el wali (gobernador), que es elegido por el presidente argelino para manejar las decisiones de la APW; la APW también tiene un presidente, que es elegido por los miembros de la misma.

### Distritos
Las provincias de Argelia se dividen en 553 distritos (en árabe: دائرة‎, daïras). La capital de estos se llaman sede de distrito (chef-lieu de daïra). Cada distrito se divide a su vez en uno o más comunas (baladiyahs).
Argel, la capital nacional, es la única ciudad del país que está dividida en distritos (y comunas), y la única que es una provincia en sí misma. Esto significa que sus barrios y suburbios tienen el mismo estatus que los de ciudades o pueblos más pequeños en otras partes del país. La administración de un distrito se asigna a un jefe de distrito (chef de daïra) que es elegido por el presidente de Argelia. El jefe de distrito, al igual que el jefe de provincia, es un cargo político no elegido.

### Comunas
Las comunas de Argelia (en árabe: بلدية‎, baladiyah (singular), en francés: commune algérienne) forman el tercer nivel de subdivisiones administrativas de Argelia, por debajo de las provincias y los distritos. En 2002 había 1.541 municipios en el país. Son  comparable a los municipios o comunidades políticas en países de habla hispana.
Un territorio y una capital (chef-lieu) están determinados por ley para el municipio. Es administrado por una asamblea comunal electa (Assemblée populaire comunale) y un ejecutivo. Está dotado de autonomía financiera.